# Cà phê Giảng
Café Giảng có trụ sở chính tại Hà Nội, Việt Nam, là nơi sản sinh ra món cà phê trứng do ông Nguyễn Văn Giảng sáng chế vào năm 1946 và là nhân viên pha chế tại khách sạn 5 sao "Sofitel Legend Metropole" tại Hà Nội lúc bấy giờ.

## Lịch sử
Quán cà phê Giảng đầu tiên ở Hà Nội do ông Nguyễn Văn Giảng mở vào năm 1946 ở phố Cầu Gỗ, khi ông đang làm bartender cho khách sạn 5 sao Metropole Hanoi. Tuy nhiên, trải qua nhiều thăng trầm của đất nước, ông Giảng từng có thời kỳ phải nghỉ bán cà phê.  Thời điểm đó, điều kiện kinh tế của người dân còn hạn chế, sữa tươi lại không sẵn có. Để mọi người đều có thể thưởng thức loại thức uống ngon với giá bình dân, cụ Giảng đã lấy trứng để thay cho sữa. Mãi đến khi mở cửa nền kinh tế (sau năm 1986), quán mở bán trở lại tại phố Hàng Gai.
Loại đồ uống đặc biệt này nhanh chóng được ưa thích nên cụ Giảng quyết định rời khách sạn để xây dựng thương hiệu riêng. Trải qua gần 8 thập kỷ, tách cà phê trứng "huyền thoại" tại quán Giảng vẫn dùng những nguyên liệu gồm trứng, sữa đặc, bột cà phê, bơ... như công thức gia truyền.
Sau khi ông Giảng qua đời, các con ông tiếp nối nghề của cha và mở ra hai cơ sở cà phê Giảng. Ông Nguyễn Trí Hòa, con trai út mở quán tại 39 Nguyễn Hữu Huân từ năm 2007. Đây là địa chỉ nổi tiếng với nhiều du khách trong và ngoài nước khi nhắc đến món cà phê trứng Hà Nội.
Người con thứ của ông Giảng, ông Nguyễn Trí Đức, mở quán tại số 106 Yên Phụ vào năm 2006. Tuy không nổi tiếng như cơ sở Nguyễn Hữu Huân, Giảng Yên Phụ là địa chỉ quen thuộc của những người dân bản địa.

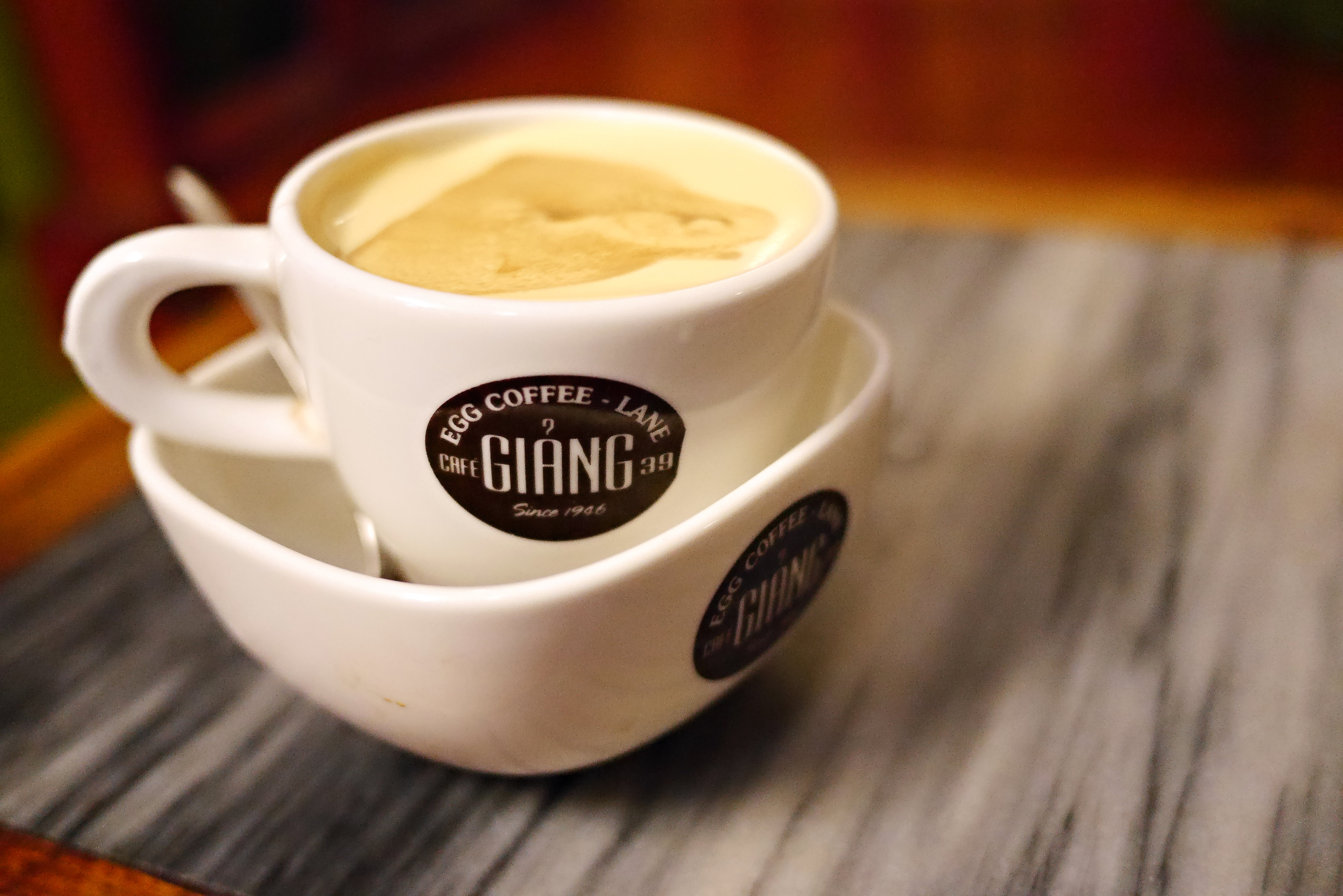
Cà phê trứng
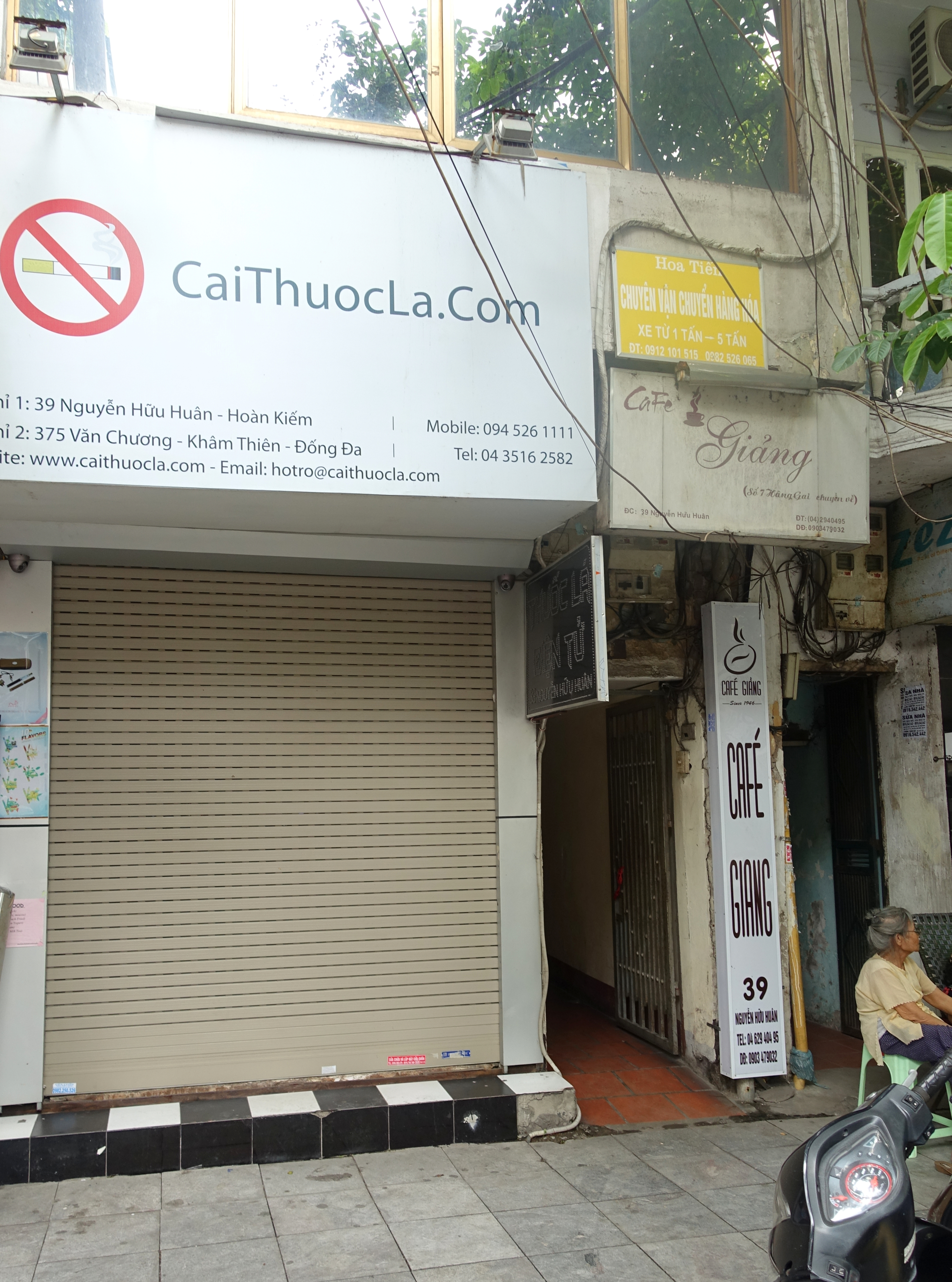
Cà phê Giảng phố Nguyễn Hữu Huân